# Octave Leduc
Octave Leduc (Velaines, 15 juni 1863 - Doornik, 29 april 1934) was een Belgisch senator.

## Levensloop
Leduc promoveerde tot doctor in de rechten aan de Katholieke Universiteit Leuven. Hij werd hoofdredacteur van de Courrier de L'Escaut.
Hij werd verkozen tot gemeenteraadslid van Doornik in 1911 en was schepen van deze stad van 1918 tot 1921 en van 1927 tot 1932. Hij was ook provincieraadslid van 1921 tot 1931.
In juni 1931 werd hij verkozen tot katholiek provinciaal senator voor Henegouwen en oefende dit mandaat uit tot aan zijn dood.

## Publicaties
Le Rubens et le Jordaens revendiqués par Tournai. Réponse aux "Amis des Musées royaux", Doornik, 1930.